# Unione Sportiva Cremonese 1931-1932
Questa pagina raccoglie le informazioni riguardanti l'Unione Sportiva Cremonese nelle competizioni ufficiali della stagione 1931-1932.

## Stagione
Nella stagione 1931-1932 la Cremonese ha disputato il terzo campionato di Serie B ottenendo la sesta posizione in classifica con 37 punti.

## Rosa
| N. |                   | Ruolo | Calciatore          |
| -- | ----------------- | ----- | ------------------- |
|    | Italia (bandiera) | A     | Adolfo Agosti       |
|    | Italia (bandiera) | D     | Pietro Balestreri   |
|    | Italia (bandiera) | C     | Cesare Cambi        |
|    | Italia (bandiera) | C     | Pietro Camisaschi   |
|    | Italia (bandiera) | A     | Alfio Cavicchioli   |
|    | Italia (bandiera) | C     | Walter Corsanini    |
|    | Italia (bandiera) | A     | Pietro Dalle Vedove |
|    | Italia (bandiera) | A     | Natale Dossena      |
|    | Italia (bandiera) | C     | Umberto Ferrari     |
|    | Italia (bandiera) | P     | Ugo Ferrazzi        |

| N. |                   | Ruolo | Calciatore         |
| -- | ----------------- | ----- | ------------------ |
|    | Italia (bandiera) | C     | Bruno Foglia       |
|    | Italia (bandiera) | A     | Achille Mainardi   |
|    | Italia (bandiera) | D     | Alfredo Mattioli   |
|    | Italia (bandiera) | C     | Lino Mosca         |
|    | Italia (bandiera) | D     | Libero Pollastri   |
|    | Italia (bandiera) | D     | Attilio Ravani     |
|    | Italia (bandiera) | C     | Pietro Sbalzarini  |
|    | Italia (bandiera) | A     | Stefano Simonini   |
|    | Italia (bandiera) | A     | Clotario Staffetta |
|    | Italia (bandiera) | A     | Leo Trovati        |

## Risultati

### Campionato

#### Girone di andata
| Arbitro: | Guarnieri (Milano) |

|                                                                 |           |               |
| Felini 17’ (aut.) Trovati 22’ 36’ Staffetta 48’ Dossena 57’ 61’ | Marcatori | 46’ D'Odorico |

| Arbitro: | Zorzi (Belluno) |

|                 |           |                |
| Aliatis 20’ 23’ | Marcatori | 88’ Sbalzarini |

| Arbitro: | Beretta (Novi Ligure) |

|               |           |  |
| Staffetta 47’ | Marcatori |  |

| Arbitro: | Tagliabue (Milano) |

|               |           |              |
| Perazzolo 83’ | Marcatori | 63’ Mainardi |

| Arbitro: | Beretta (Novi Ligure) |

|  |           |                      |
|  | Marcatori | 42’ 56’ Dalle Vedove |

| Arbitro: | Gonani (Ravenna) |

|                      |           |  |
| Dalle Vedove 73’ 76’ | Marcatori |  |

| Arbitro: | Mazzarini (Roma) |

|             |           |               |
| Patuzzi 15’ | Marcatori | 60’ Ravani II |

| Arbitro: | Zorzi (Belluno) |

|                                 |           |             |
| Dalle Vedove 29’ Sbalzarini 60’ | Marcatori | 55’ Aigotti |

| Arbitro: | Salvagno (Trieste) |

|                                   |           |  |
| Sanero 24’ Bonello 72’ Sanero 75’ | Marcatori |  |

| Novara 29 novembre 1931 10ª giornata | Novara           | 0 – 0 | Cremonese | Campo di via Lombroso\| Arbitro: \| Mazzarini (Roma) \| |
| Arbitro:                             | Mazzarini (Roma) |       |           |                                                         |

| Arbitro: | Carletti (Ancona) |

|             |           |  |
| Dossena 19’ | Marcatori |  |

| Arbitro: | Simonotti (Novi Ligure) |

|                             |           |  |
| Cappelli 23’ Marianetti 27’ | Marcatori |  |

| Arbitro: | Scorzoni (Bologna) |

|             |           |             |
| Gambino 64’ | Marcatori | 59’ Dossena |

| Arbitro: | Rovida (Milano) |

|             |           |  |
| Dossena 40’ | Marcatori |  |

| Arbitro: | U.Gama (Milano) |

|                                         |           |            |
| Dalle Vedove 22’ Dossena 66’ Foglia 68’ | Marcatori | 20’ Romano |

| Arbitro: | Gonani (Ravenna) |

|                            |           |                                             |
| Castellani 3’ Corsetti 26’ | Marcatori | 31’ Cavicchioli 52’ Dalle Vedove 83’ Foglia |

| Arbitro: | D'Alessandro (Vercelli) |

|            |           |  |
| Foglia 13’ | Marcatori |  |

#### Girone di ritorno
| Arbitro: | Scorzoni (Bologna) |

|  |           |                |
|  | Marcatori | 89’ Camisaschi |

| Arbitro: | Carletti (Ancona) |

|                   |           |                          |
| Viganò 60’ (aut.) | Marcatori | 47’ Baccilieri 55’ Ferrè |

| Arbitro: | Mazzarini (Roma) |

|                                           |           |  |
| Ostromann 14’ Di Clemente 60’ Filippi 69’ | Marcatori |  |

| Arbitro: | Beretta (Novi Ligure) |

|                   |           |                                        |
| Foglia 57’ (rig.) | Marcatori | 10’ Frossi 12’ Perazzolo 40’ 49’ Rossi |

| Arbitro: | Biancone (Roma) |

|                    |           |                 |
| Rigotti 37’ (aut.) | Marcatori | 80’ Simonetti I |

| Arbitro: | Lenti (Genova) |

|                                |           |               |
| Radice 16’ (rig.) Piantoni 38’ | Marcatori | 73’ Staffetta |

| Cremona 27 marzo 1932 24ª giornata | Cremonese        | 0 – 0 | Verona | Stadio Giovanni Zini\| Arbitro: \| Gonani (Ravenna) \| |
| Arbitro:                           | Gonani (Ravenna) |       |        |                                                        |

| Arbitro: | Lenti (Genova) |

|                                                         |           |            |
| Buscaglia 17’ Azzimonti 19’ (rig.) Sala 21’ Aigotti 47’ | Marcatori | 15’ Agosti |

| Arbitro: | Guarnieri (Milano) |

|                   |           |            |
| Corsanini 10’ 20’ | Marcatori | 67’ Sanero |

| Arbitro: | Beraldi (Oneglia) |

|               |           |                                         |
| Corsanini 24’ | Marcatori | 4’ Curti 55’ Ravetta 58’ 63’ Invernizzi |

| Arbitro: | Scorzoni (Bologna) |

|              |           |             |
| Biasotto 30’ | Marcatori | 65’ Trovati |

| Cremona 15 maggio 1932 29ª giornata | Cremonese       | 0 – 0 | Spezia | Stadio Giovanni Zini\| Arbitro: \| Rovida (Milano) \| |
| Arbitro:                            | Rovida (Milano) |       |        |                                                       |

| Arbitro: | U.Gama (Milano) |

|                                                                |           |  |
| Corsanini 42’ Simonini 58’ 65’ Corsanini 72’ 83’ Staffetta 88’ | Marcatori |  |

| Venezia 26 maggio 1932 31ª giornata | Serenissima     | 0 – 0 | Cremonese | Stadio Pierluigi Penzo\| Arbitro: \| Scotto (Savona) \| |
| Arbitro:                            | Scotto (Savona) |       |           |                                                         |

| Como 29 maggio 1932 32ª giornata | Comense            | 0 – 0 | Cremonese | Stadio Giuseppe Sinigaglia\| Arbitro: \| Salvagno (Trieste) \| |
| Arbitro:                         | Salvagno (Trieste) |       |           |                                                                |

| Arbitro: | Brunelli (Bologna) |

|               |           |               |
| Corsanini 53’ | Marcatori | 55’ Silvestri |

| Arbitro: | Sassi (Roma) |

|                                                                      |           |  |
| Maccanelli 5’ Ponticelli 13’ Maccanelli 30’ Ponticelli 38’ Paini 84’ | Marcatori |  |